# Seven de Hong Kong 2019
El Seven de Hong Kong de 2019 fue la cuadragésima cuarta edición del torneo de rugby 7, fue el séptimo torneo de la temporada 2018-19 de la Serie Mundial Masculina de Rugby 7.
Se disputó en la instalaciones del Hong Kong Stadium.

## Fase de grupos

### Grupo A
| Equipo    | Encuentros | Encuentros | Encuentros | Encuentros | Tantos  | Tantos    | Tantos     | Puntos |
| Equipo    | jugados    | ganados    | empatados  | perdidos   | a favor | en contra | diferencia | Puntos |
| --------- | ---------- | ---------- | ---------- | ---------- | ------- | --------- | ---------- | ------ |
| Sudáfrica | 3          | 3          | 0          | 0          | 69      | 24        | +45        | 9      |
| Samoa     | 3          | 2          | 0          | 1          | 55      | 49        | +6         | 7      |
| Escocia   | 3          | 1          | 0          | 2          | 50      | 62        | –12        | 5      |
| Japón     | 3          | 0          | 0          | 3          | 47      | 86        | –39        | 3      |

Nota: Se otorgan 3 puntos al equipo que gane un partido, 2 al que empate y 1 al que pierda

### Grupo B
| Equipo    | Encuentros | Encuentros | Encuentros | Encuentros | Tantos  | Tantos    | Tantos     | Puntos |
| Equipo    | jugados    | ganados    | empatados  | perdidos   | a favor | en contra | diferencia | Puntos |
| --------- | ---------- | ---------- | ---------- | ---------- | ------- | --------- | ---------- | ------ |
| Francia   | 3          | 3          | 0          | 0          | 90      | 33        | +57        | 9      |
| Argentina | 3          | 2          | 0          | 1          | 59      | 61        | –2         | 7      |
| Canadá    | 3          | 1          | 0          | 2          | 45      | 55        | –10        | 5      |
| Portugal  | 3          | 0          | 0          | 3          | 40      | 85        | –45        | 3      |

### Grupo C
| Equipo        | Encuentros | Encuentros | Encuentros | Encuentros | Tantos  | Tantos    | Tantos     | Puntos |
| Equipo        | jugados    | ganados    | empatados  | perdidos   | a favor | en contra | diferencia | Puntos |
| ------------- | ---------- | ---------- | ---------- | ---------- | ------- | --------- | ---------- | ------ |
| Fiyi          | 3          | 3          | 0          | 0          | 77      | 22        | +55        | 9      |
| Nueva Zelanda | 3          | 2          | 0          | 1          | 81      | 43        | +38        | 7      |
| Australia     | 3          | 1          | 0          | 2          | 59      | 83        | –24        | 5      |
| Kenia         | 3          | 0          | 0          | 3          | 17      | 86        | –69        | 3      |

### Grupo D
| Equipo         | Encuentros | Encuentros | Encuentros | Encuentros | Tantos  | Tantos    | Tantos     | Puntos |
| Equipo         | jugados    | ganados    | empatados  | perdidos   | a favor | en contra | diferencia | Puntos |
| -------------- | ---------- | ---------- | ---------- | ---------- | ------- | --------- | ---------- | ------ |
| Inglaterra     | 3          | 3          | 0          | 0          | 118     | 46        | +72        | 9      |
| Estados Unidos | 3          | 1          | 0          | 2          | 77      | 56        | +21        | 5      |
| Gales          | 3          | 1          | 0          | 2          | 50      | 81        | –31        | 5      |
| España         | 3          | 1          | 0          | 2          | 38      | 100       | –62        | 5      |

## Fase Final

### Cuartos de final
| 7 de abril | Sudáfrica | 12 - 21 | Estados Unidos |  |  |

| 7 de abril | Fiyi | 29 - 24 | Argentina |  |  |

| 7 de abril | Inglaterra | 12 - 14 | Samoa |  |  |

| 7 de abril | Francia | 14 - 12 | Nueva Zelanda |  |  |

### Semifinal
| 7 de abril | Estados Unidos | 19 - 26 | Fiyi |  |  |

| 7 de abril | Samoa | 12 - 19 | Francia |  |  |

### Final
| 7 de abril | Fiyi | 21 - 7 | Francia |  |  |

| Bandera de Fiyi        |
| Campeón Fiyi           |
| 3º título del circuito |

## Clasificatorio Serie Mundial 2019-20

### Grupo E
| Equipo    | Encuentros | Encuentros | Encuentros | Encuentros | Tantos  | Tantos    | Tantos     | Puntos |
| Equipo    | jugados    | ganados    | empatados  | perdidos   | a favor | en contra | diferencia | Puntos |
| --------- | ---------- | ---------- | ---------- | ---------- | ------- | --------- | ---------- | ------ |
| Hong Kong | 3          | 3          | 0          | 0          | 66      | 36        | +30        | 9      |
| Tonga     | 3          | 2          | 0          | 1          | 77      | 48        | +29        | 7      |
| Filipinas | 3          | 1          | 0          | 2          | 58      | 81        | –23        | 5      |
| Zimbabue  | 3          | 0          | 0          | 3          | 31      | 67        | –36        | 3      |

### Grupo F
| Equipo  | Encuentros | Encuentros | Encuentros | Encuentros | Tantos  | Tantos    | Tantos     | Puntos |
| Equipo  | jugados    | ganados    | empatados  | perdidos   | a favor | en contra | diferencia | Puntos |
| ------- | ---------- | ---------- | ---------- | ---------- | ------- | --------- | ---------- | ------ |
| Irlanda | 3          | 2          | 1          | 0          | 85      | 33        | +52        | 8      |
| Rusia   | 3          | 2          | 0          | 1          | 59      | 43        | +16        | 7      |
| Uruguay | 3          | 1          | 1          | 1          | 64      | 64        | 0          | 6      |
| Jamaica | 3          | 0          | 0          | 3          | 22      | 90        | –68        | 3      |

### Grupo G
| Equipo     | Encuentros | Encuentros | Encuentros | Encuentros | Tantos  | Tantos    | Tantos     | Puntos |
| Equipo     | jugados    | ganados    | empatados  | perdidos   | a favor | en contra | diferencia | Puntos |
| ---------- | ---------- | ---------- | ---------- | ---------- | ------- | --------- | ---------- | ------ |
| Alemania   | 3          | 3          | 0          | 0          | 48      | 26        | +22        | 9      |
| Chile      | 3          | 2          | 0          | 1          | 71      | 31        | +40        | 7      |
| Uganda     | 3          | 1          | 0          | 2          | 48      | 76        | –28        | 5      |
| Islas Cook | 3          | 0          | 0          | 3          | 36      | 70        | –34        | 3      |

### Cuartos de final
| 6 de abril | Alemania | 12 - 7 | Uruguay |  |  |

| 6 de abril | Rusia | 0 - 47 | Irlanda |  |  |

| 6 de abril | Chile | 15 - 12 | Tonga |  |  |

| 6 de abril | Hong Kong | 17 - 7 | Filipinas |  |  |

### Semifinal
| 10 de abril | Alemania | 10 - 19 | Irlanda |  |  |

| 10 de abril | Hong Kong | 7 - 5 | Chile |  |  |

### Final
| 10 de abril | Hong Kong | 7 - 28 | Irlanda |  |  |

| Bandera de Irlanda                             |
| Clasificado a la serie mundial 2019-20 Irlanda |